# 国語審議会
国語審議会（こくごしんぎかい）は、1934年に設置され、1949年に改組された、日本の国語政策に関する審議会である。「当用漢字表」、「現代かなづかい」、「常用漢字表」、改訂「現代仮名遣い」などをはじめ、国語政策に関する多くの建議・答申を行った。中央省庁の再編に伴って、2001年に廃止され、以後は、文化審議会国語分科会が実質的な内容を継承している。

## 略史

### 改組前の時代

#### 第二次世界大戦前の活動
1934年、それまでの臨時国語調査会に代わって、国語審議会官制（勅令331号）が公布された。会長は元逓信大臣の南弘であった。1935年に第1回総会が開かれた。
活動は国語政策全般にわたったが、わけても漢字の字体・字数および仮名遣いに関する議論が中心となった。漢字字体については、1937年に「漢字字体整理案」を採決した。漢字字数については、1942年6月、「標準漢字表」案2528字を議決、12月に文部省から修正発表された。この漢字表はなお実効性を持たず、戦後に引き継がれた。また、仮名遣いについては、1939年に諸案の集成を発表し、1942年に漢字の字音について「新字音仮名遣表」を議決、答申したが、これもすぐには実効性を持たなかった。
このほか、1942年に「国語ノ横書ニ関スル件」を議決、答申した。

#### 当用漢字表と現代かなづかい
1945年に第二次世界大戦が終結した後、同年11月に「標準漢字表」の再検討が始まった。また、仮名遣いの改訂作業も進んだ。1946年9月に「現代かなづかい」が、11月に「当用漢字表」が、それぞれ議決、答申された。この2つは、11月、日本国憲法発布の直後に内閣が告示（内閣告示）・訓令された。
現代かなづかいは、歴史的仮名遣いを改めて表音式に近づけたものである。当用漢字表は、日常使用する漢字を原則として1850字に制限し、新字体を採用するというものである。これらが公布されたことによって、日本語の表記基準は大きな転換期を迎えた。社会的にも議論が起こり、それぞれの立場が鋭く対立することになった。
なお、「当用漢字表」の告示後、1948年に「当用漢字別表」（教育漢字）および「当用漢字音訓表」が、1949年に「当用漢字字体表」が内閣告示・訓令された。

### 改組後の時代

#### 当初の活動
1949年、文部省設置法制定に伴って、国語審議会が改組された。国語審議会令では、「国語の改善に関する事項」「国語の教育の振興に関する事項」のほか、「ローマ字に関する事項」を調査審議し、建議することが定められた（ローマ字に関する議論は次節で述べる）。その年の7月には、「中国地名・人名の書き方の表」を採択、建議した。
1951年には「人名用漢字別表」92字を議決した（同年、内閣告示・訓令）。その後、国語審議会は人名用漢字について議論をすることが少なく、1970年代以降、字数追加作業の中心は法務省に移った。なお、同じ1951年には「公用文作成の要領」も発表されている。
1952年には「これからの敬語」を決定した。敬語に関しては、後の2000年に、最後となる第22回委員会で「現代社会における敬意表現」を答申し、TPOを含めた広い意味での敬意表現について考えを示した。
送り仮名については、1946年に文部省国語調査室から「送りがなのつけ方」が出ていたが、国語審議会でも1958年「送りがなのつけ方」を可決し、翌1959年、内閣告示・訓令された。だが、これは一般には評判が悪く、後の1972年に「送りがなのつけ方」の改定について答申が出された。翌1973年に、改訂版に当たる「送り仮名の付け方」が内閣告示・訓令された。
改組後の国語審議会の重要課題として、当用漢字表および現代かなづかいの見直しがあった。1954年には、28字の入れ替えを含む「当用漢字補正資料」を決議した。ただし、この資料は1960年の総会で再検討が必要とされるなど、たなざらしが続いた。

#### ローマ字化政策論議
改組後は、国語審議会令に明記されているとおり、国語のローマ字化政策が正面から議論されるようになった。これは、アメリカ教育使節団報告書の中で、国語ローマ字化が勧告されたことを受けてのものであった。第1期から第5期までの会長を務めた土岐善麿（任期1949年 - 1961年）自身もローマ字論者であった。1950年には、ローマ字調査分科審議会が置かれた（1962年に廃止）。結果的には、今日に至るまで国語がローマ字化されることはなかったが、学校教育は影響を受けることとなった。
1953年に「ローマ字つづり方の単一化について」が建議された。ヘボン式・日本式・訓令式で異なるつづり法を一本化すべき必要が述べられ、1954年、訓令式を中心とする「ローマ字のつづり方」の内閣告示・訓令に至った。
学校でのローマ字教育は、1947年から小学4年生以上に行われていたが、「ローマ字のつづり方」の告示を受けて、1955年度から学校教育の場で訓令式ローマ字を用いるようになった。1958年告示の「小・中学校学習指導要領国語科編」では、ローマ字学習は40時間行うこととされたが、1968年告示の「小学校学習指導要領」では、ローマ字学習が縮小されることとなった。

#### 路線対立
第二次世界大戦後の国語審議会は、国語ローマ字化論者、または、漢字を廃止し仮名文字化しようとする論者（カナモジ論者）の発言力が大きかった。会長の土岐がローマ字論者であったほか、松坂忠則（カナモジカイ理事長）・伊藤忠兵衛らカナモジ論者の顔ぶれが並んだ。審議内容としても、「地名・人名のかな書きについて」（1961年報告）など、国語表記の仮名文字化に関する議論が行われていた。
ローマ字論者・カナモジ論者らの改革派（表音派）と、表音化に疑問を呈する慎重派（表意派）とは、常に対立した関係にあった。第5期に当たる1961年3月の総会で、国語審議会委員等推薦協議会のありかたをめぐって、その対立は決定的となった。委員の推薦にあたって、毎回、同じ顔ぶれの多数の改革派が選出されることに反対するとして、慎重派の宇野精一・成瀬正勝・山岸徳平・塩田良平・舟橋聖一が退席・脱退した。荒木萬壽夫文部大臣は翌々日の記者会見で、審議会委員の選出方法・国語改革の実施方法を再検討したいと語った。この経緯は社会的に大きな反響を呼んだ。
6月に開かれた推薦協議会で、緒方信一文部次官は、審議会のあり方についての基本問題を次期（第6期）審議会で検討するよう要望した。第6期審議会委員の人事は難航し、宇野のほか井上靖・時枝誠記の名も挙がったが辞退された。
1962年、内閣は「国語審議会令の一部を改正する政令」を公布した。国語審議会は文部大臣の諮問に応ずる機関となり、同時に、委員の推薦方式廃止・ローマ字調査分科審議会の廃止・会議の原則公開の廃止等が決められた。かくして、国語審議会においては、国語の表音化についての議論は鎮静化した。
1963年、第6期の審議会において、「国語の改善について」が可決された。文中、「過去における伝統的なものと、将来における発展的創造的なもののいずれをも尊重する立場に立ちながら、各方面の要求を考慮して、適切な調和点の発見に努めなければならない」とあるとおり、審議会は融和的な方向へ向かうこととなった。

#### 方針転換
1966年の総会で、中村梅吉文部大臣から「国語改善の具体策について」の諮問があった。その中で、中村大臣は「今後のご審議にあたりましては、当然のことながら国語の表記は、漢字かなまじり文によることを前提とし、……」と述べ、ここに国語審議会の方針は大きく転換することとなった。以後の活動は、「当用漢字表の取り扱い」（音訓・字体の検討を含む）・「送り仮名」・「仮名遣い」の3つの検討を中心とすることになった。つまりは、従来の「当用漢字表」「現代かなづかい」「送りがなのつけ方」の見直しということであった。
その後、1968年に文化庁が発足し、国語審議会はその所轄に入った。
1971年、「当用漢字改定音訓表」がまとめられた（翌1972年答申、1973年内閣告示・訓令）。これは、旧「音訓表」に357の音訓を追加し、本表と合わせて「明日」（あす） 「小豆」（あずき） 「海女」（あま）など例外的な読みを認める「付表」を添えるものであった。前文には「一般の社会生活における、良い文章表現のための目安として設定された」とあり、旧「音訓表」にあった制限的な色合いが緩和されている点が特色である。
送り仮名については、前述のように1973年に「送り仮名の付け方」が内閣告示・訓令されて一応の解決を見た。しかし、漢字表の見直しと仮名遣いについては、その後も議論が難航した。

#### 常用漢字表と現代仮名遣い
1970年代以降の国語審議会の方針は、「制限から目安へ」という方向へ移行した。漢字表の改訂については、文字を制限するのではなく、緩和する方針がとられた。
1977年には、「新漢字表試案」が公開され、当用漢字表の文字に83字を追加・33字を除外した1900字が示された。その後、字数が増え、1979年には「常用漢字表」1926字が中間答申された。結局、1981年10月に「常用漢字表」1945字として内閣告示・訓令された。
これに先立つ1981年7月には、改訂「現代仮名遣い」が内閣告示・訓令された。
「常用漢字表」の前書きには「一般の社会生活において、現代の国語を書き表す場合の漢字使用の目安を示すものである」とある。また、「現代仮名遣い」の前書きには「一般の社会生活において、現代の国語を書き表すための仮名遣いのよりどころを示すものである」とある。目安・よりどころとはいえ、公文書をはじめ一定の拘束力はあったが、かつての制限色は見られなくなった。

#### 外来語の表記
1991年、「外来語の表記」が内閣告示・訓令された。これが国語審議会の答申により内閣告示・訓令された最後の施策となった。

#### 日本人名のローマ字表記
従来、日本人名のローマ字表記は姓と名の位置を逆に配置して「名－姓」の順に表記する習慣があった。欧米の人名の順序に合わせたこの表記法は、明治期の欧化政策の時代に浸透したとされ、平成期においてもこの方式は広く採用され、日本国内の英字新聞や英語教科書において多く使用されている。しかしながら、必ずしも全てがそうではなく、「姓－名」順の表記を採用するもの、通常時には「名－姓」順の表記を使い、歴史上の人物や文学者などに限って「姓－名」の順とする例もあった。1999年に文化庁により行われた「国語に関する世論調査」では、中国人や韓国人の場合は英文での表記が「姓－名」と自国の順番と同様の表記が多いことを例に挙げ、英文における日本人の姓名表記方式について尋ねた。これによると、『「姓－名」の順で通すべきだ』（34.9％）、『「名－姓」の順に直すのがよい』（30.6％）、『どちらとも言えない』（29.6％）という結果が得られた。翌2000年に国語審議会は「姓－名」順の表記が望ましいとする答申をまとめ、これを受けた文化庁により通知がなされた。これにより2002年度版の全ての中学校の英語の教科書では「姓－名」の順の表記法となった。
2019年5月には第4次安倍内閣 (改造)の柴山昌彦文部科学相により政府においても「姓－名」順の表記を使用することが提案された。9月の閣僚懇談会において、この方針に合意がなされ、国の文書における「姓－名」順の表記への変更が定められた。同年10月には第4次安倍内閣 (第2次改造)の萩生田光一文部科学相により、2020年1月1日から日本政府の公文書において「姓－名」順の表記を原則とすることが発表された。

## 文化審議会国語分科会

### 概要
中央省庁再編の動きに伴い、審議会の数を削減することが決定された。国語審議会は2000年に、「現代社会における敬意表現」「表外漢字字体表」などを答申して、翌年廃止された。しかし、文化審議会国語分科会として以下の小委員会や、小委員会の下にさらにワーキンググループを持つことで内容を引き継いだ。
- 漢字小委員会
- 国語課題検討小委員会
- 問題点整理小委員会
- 日本語教育小委員会
  - 指導力評価に関するワーキンググループ
  - 課題整理に関するワーキンググループ
- 国語研究等小委員会
- 敬語小委員会
- 読書活動等小委員会
- 国語教育等小委員会

### 委員
国語分科会の委員とは別途、臨時委員又は専門委員が各少委員会で選任されることがある。
- 国語分科会委員名簿
  - 日本語教育小委員会委員名簿
  - 漢字小委員会委員名簿